# Karikatyr

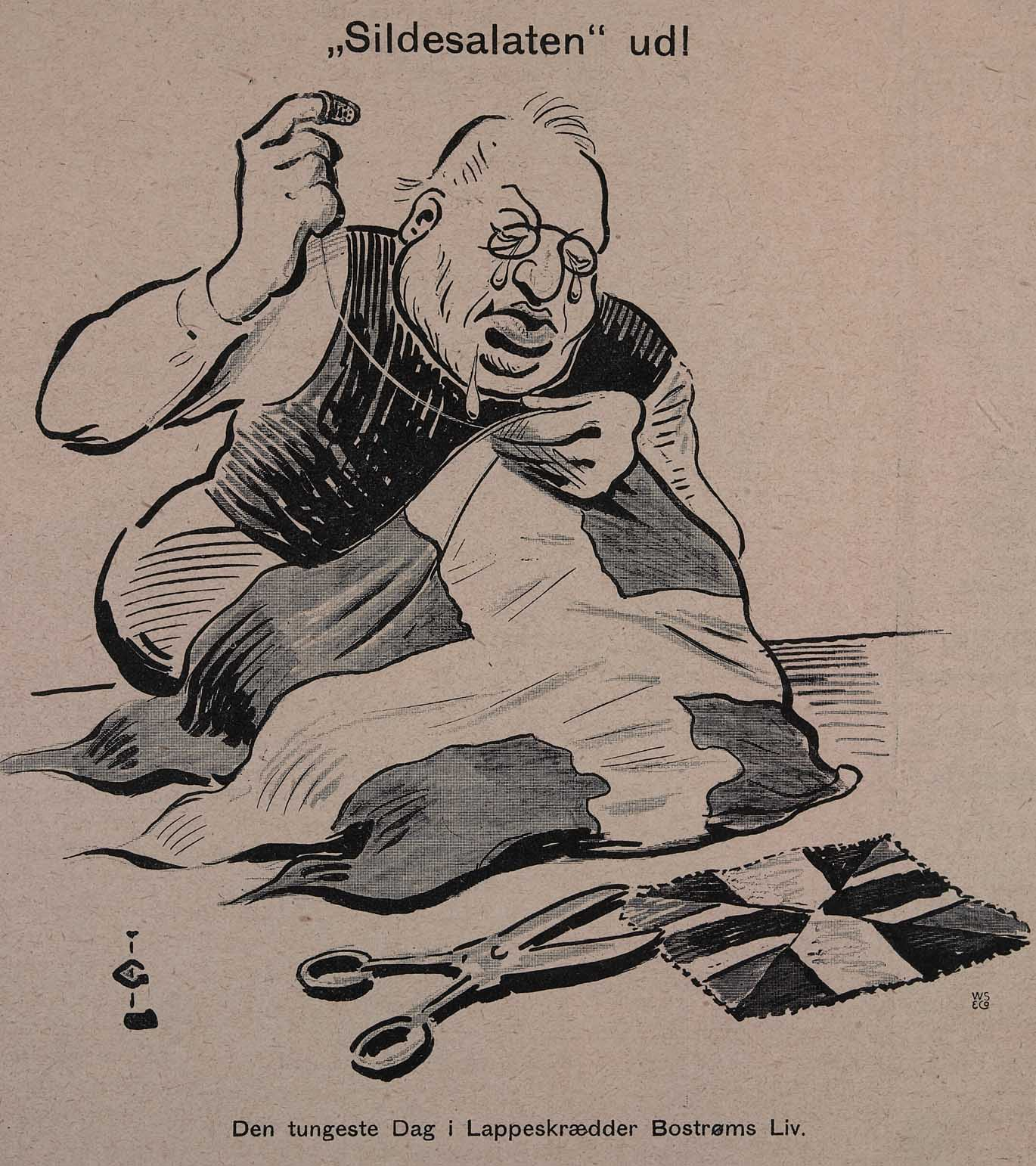
En karikatyr från 1905 som föreställer Sveriges dåvarande statsminister Erik Gustaf Boström i samband med upplösningen av den Svensk-norska unionen

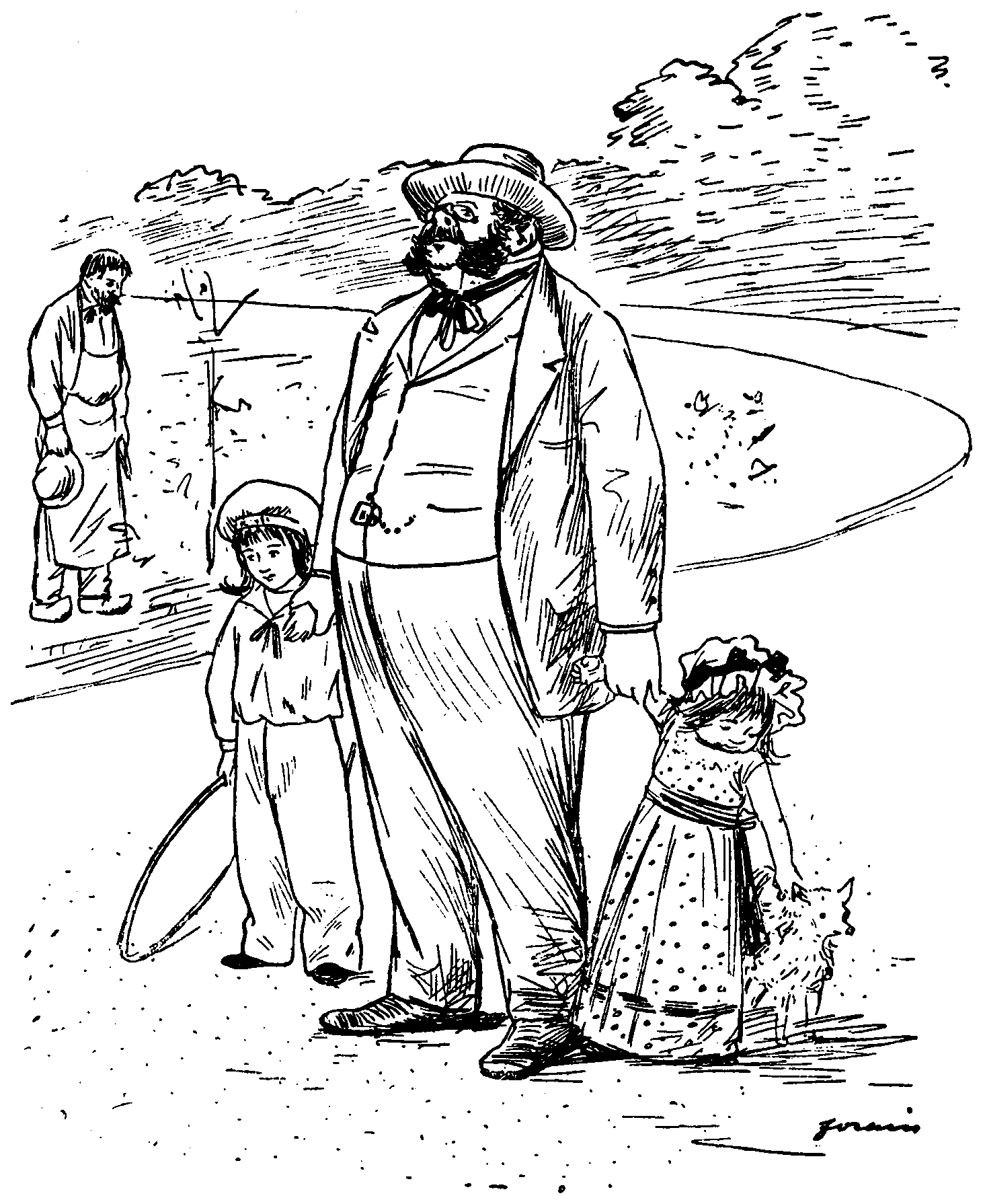
Karikatyr från 1905 av en uppkommling.

Karikatyr är en framställning av en persons karakteristiska drag eller hållning på ett överdrivet sätt så att en skrattretande effekt uppstår. Används ofta i politisk och social satir. De groteska gestalter man kan finna i medeltida skulptur och Leonardo da Vincis fysionomiska studier hör till karikatyrens föregångare.
Ordet karikatyr har en tämligen invecklad etymologi. Det kommer av franskans caricature och italienskans caricatura, som i sig härleds ur caricare "överlasta", "överdriva". Detta kommer i sin tur av senlatinets car(r)ico "lasta på en vagn", av latinets carrus "kärra".
En överdriven bild i syfte att nedvärdera och kränka en person eller företeelse kallas nidbild. Se även halmgubbe.

## Historik
Under antiken och medeltiden förekom ofta politiska och kyrkliga smädebilder i form av djurallegorier. Renässansens konstnärer fann i karikatyren en befriande motvikt till det rådande antika skönhetsidealet. Bland annat tecknade Leonardo da Vinci, Dürer och bröderna Carracci många träffsäkra fysiomier. De senare är ursprunget till ordet "karikatyr", då de kallade sina illustrationer för ritrattini carichi, som ungefär betyder "laddade porträtt". Bernini är en av den italienska barockens stora karikatyrister.
En guldålder för karikatyren inföll på 1700-talet i England med Hogarts samhällssatirer och med hans efterföljare Rowlandson, Gillray och senare Cruishank, som gjorde ettriga politiska pamfletter.
Den illustrerade skämtpressen, som uppstod under 1800-talets första hälft, blev ett viktigt forum för skämttecknare. Pionjärer var fransmannen Charles Philipon, som bland annat startade tidningarna La Caricature 1830 och Le Charivari 1832 med framstående medarbetare som Honoré Daumier – med sina fräna satirer en av karikatyrens största mästare – vidare Gavarni, Cham och Grandville, samt Francisco de Goya, George Grosz och William Hogarth.
England följde efter med Punsch 1841 (ges ut än idag) med bland annat John Tenniel som ledande tecknare, och Tyskland med Fliegende Blätter 1844, dominerad av Wilhelm Busch och Adolf Oberländer. En ny generatin av skickliga karikatyrtecknare framträdde i olika franska skämttidningar mot sekelslutet, bland annat Forian, Steilen och Caran d'Ache.
Som politiskt kampblad blev den tyska Simplicissimus, startad  1896, oöverträffad med Th. Th. Heine som ledande karikatyrist. Här verkade också norrmannen Olaf Gulbransson.
Senare skämttecknare har huvudsakligen haft dags- och veckopressen som arbetsområde. Knuten till dagspressen var bland annat David Low, en av Englands mest berömda politiska tecknare under 1900-talet.
Den svenska skämtteckningens tidigaste mästare är Sergel, Martin och Ehrensvärd, som på 1700-talet gärna illustrerade sina brev med karikatyrer av vänner och ovänner. En svensk skämtpress uppstod i slutet av 1800-talet med bland annat Söndags-Nisse, grundad 1862, och Strix, startad 1897 av Albert Engström, vår mest folkkära skämttecknare. I dessa tidningar medarbetade även Oskar Andersson (OA) och Anders Forsberg. I Naggen, grundad 1912,tecknade bland annat Adolf Hallman och Einar Nerman, Bertil Lybeck och Eigil Schwab.
Också i Sverige har skämttecknarna alltsedan 1920-talet huvudsakligen arbetat i dags- och veckopressen. I raden av framstående förmågor kan nämnas Birger Lundquist, Ewert Karlsson (EWK), Mats Erik Molander (MEM), Thorvald Gahlin, Gurr (Rolf Gustafsson) och Anders Sten.